# Sybra pseudincana
Sybra pseudincana là một loài bọ cánh cứng trong họ Cerambycidae.